# 突吻小鰾鮈
突吻小鰾鮈（学名：Microphysogobio amurensis）为輻鰭魚綱鯉形目鲤科小鰾鮈屬的其中一種，該物種主要分布於亞洲阿穆河和兴凯湖流域，體長可達11.5公分。

## 扩展阅读
維基物種上的相關：突吻小鰾鮈